# Il mare, il mare
Il mare, il mare (The Sea, the Sea) è un romanzo di Iris Murdoch del 1978, vincitore del Booker Prize.
L'opera è un racconto delle ossessioni che tormentano un compiaciuto drammaturgo e regista teatrale quando inizia a scrivere le sue memorie. Ambientato in un paesaggio vivido e pieno di allusioni alla mitologia e alla magia, il romanzo descrive il groviglio di motivazioni dietro i suoi personaggi: vanità, gelosia, e mancanza di compassione.

## Trama
Charles Arrowby, figura centrale del romanzo, decide di ritirarsi dal mondo e di abitare in solitudine in una casa in riva al mare. Per una straordinaria coincidenza reincontra il suo primo amore, Mary Hartley, sposata con un eroico veterano della II Guerra Mondiale, Ben Fitch; non la vedeva da quando erano adolescenti; malgrado il loro amore puro e candido, quando Charles dovette partire per affrontare la vita, lei lo lasciò, senza una parola di spiegazione. Anche se Mary accusa i segni della sua età avanzata, Charles diventa ossessionato da lei, idealizzando la sua precedente relazione con lei, e cerca di convincerla ad abbandonare il marito e a fuggire con lui. La sua incapacità di riconoscere l'egoismo e l'egoismo dei suoi ideali romantici è al centro del romanzo. Dopo il sequestro, fallito in modo farsesco, della signora Fitch, Charles è lasciato a rimuginare il suo rifiuto in modo ossessivo nell'arco di diversi capitoli.

## Curiosità
"Il mare, il mare!" (Thalatta! Thalatta!) fu il grido di gioia dei 10.000 Greci sbandati quando finalmente videro il Ponto Eusino (Πόντος Εὔξεινο, Euxeinos Pòntos, il Mar Nero) dal monte Theches (Θήχης) in Trebisonda nell'anno 401 a.C. La storia è raccontata da Senofonte nella sua Anabasi. Possiamo vedere un possibile parallelismo nel fatto che l'anziano Charles Arrowby, nella sua bizzarria delirante, abbandona il mondo e si ritira in una casa vicino al mare.

## Edizioni
- Iris Murdoch, Il mare, il mare, Rizzoli, 2003,  p. 646, ISBN 88-17-87153-2.